# Gran Premi del Brasil del 2011
El Gran Premi del Brasil de Fórmula 1 de la temporada 2011 s'ha disputat al circuit d'Interlagos, del 25 al 27 de novembre del 2011.

## Classificacions

### Resultats de la qualificació

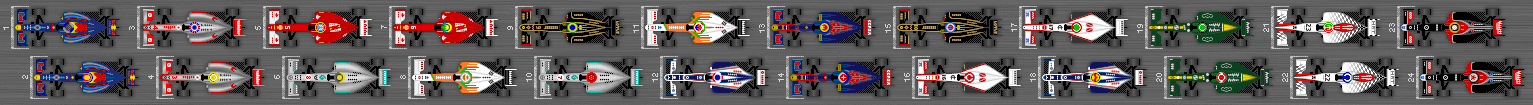
Graella de sortida del GP del Brasil 2011

| Pos                      | No | Pilot              | Constructor          | Part 1   | Part 2   | Part 3      | Sortida |
| ------------------------ | -- | ------------------ | -------------------- | -------- | -------- | ----------- | ------- |
| 1                        | 1  | Sebastian Vettel   | Red Bull-Renault     | 1:13.664 | 1:12.446 | 1:11.918    | 1       |
| 2                        | 2  | Mark Webber        | Red Bull-Renault     | 1:13.467 | 1:12.658 | 1:12.099    | 2       |
| 3                        | 4  | Jenson Button      | McLaren-Mercedes     | 1:13.281 | 1:12.820 | 1:12.283    | 3       |
| 4                        | 3  | Lewis Hamilton     | McLaren-Mercedes     | 1:13.361 | 1:12.811 | 1:12.480    | 4       |
| 5                        | 5  | Fernando Alonso    | Ferrari              | 1:13.969 | 1:12.870 | 1:12.591    | 5       |
| 6                        | 8  | Nico Rosberg       | Mercedes             | 1:14.083 | 1:12.569 | 1:13.050    | 6       |
| 7                        | 6  | Felipe Massa       | Ferrari              | 1:14.269 | 1:13.291 | 1:13.068    | 7       |
| 8                        | 14 | Adrian Sutil       | Force India-Mercedes | 1:13.480 | 1:13.261 | 1:13.298    | 8       |
| 9                        | 9  | Bruno Senna        | Renault              | 1:14.453 | 1:13.300 | 1:13.761    | 9       |
| 10                       | 7  | Michael Schumacher | Mercedes             | 1:13.694 | 1:13.571 | Sense temps | 10      |
| 11                       | 15 | Paul di Resta      | Force India-Mercedes | 1:13.733 | 1:13.584 |             | 11      |
| 12                       | 11 | Rubens Barrichello | Williams-Cosworth    | 1:14.117 | 1:13.801 |             | 12      |
| 13                       | 19 | Jaime Alguersuari  | Toro Rosso-Ferrari   | 1:14.225 | 1:13.804 |             | 13      |
| 14                       | 18 | Sébastien Buemi    | Toro Rosso-Ferrari   | 1:14.500 | 1:13.919 |             | 14      |
| 15                       | 10 | Vitali Petrov      | Renault              | 1:13.859 | 1:14.053 |             | 15      |
| 16                       | 16 | Kamui Kobayashi    | Sauber-Ferrari       | 1:14.571 | 1:14.129 |             | 16      |
| 17                       | 17 | Sergio Pérez       | Sauber-Ferrari       | 1:14.430 | 1:14.182 |             | 17      |
| 18                       | 12 | Pastor Maldonado   | Williams-Cosworth    | 1:14.625 |          |             | 18      |
| 19                       | 20 | Heikki Kovalainen  | Lotus-Renault        | 1:15.068 |          |             | 19      |
| 20                       | 21 | Jarno Trulli       | Lotus-Renault        | 1:15.358 |          |             | 20      |
| 21                       | 23 | Vitantonio Liuzzi  | HRT-Cosworth         | 1:16.631 |          |             | 21      |
| 22                       | 22 | Daniel Ricciardo   | HRT-Cosworth         | 1:16.890 |          |             | 22      |
| 23                       | 25 | Jérôme d'Ambrosio  | Virgin-Cosworth      | 1:17.019 |          |             | 23      |
| 24                       | 24 | Timo Glock         | Virgin-Cosworth      | 1:17.060 |          |             | 24      |
| Regla del 107%: 1:18.410 |    |                    |                      |          |          |             |         |

### Cursa
| Pos | No | Pilot              | Constructor          | Voltes | Temps / Retirada | Pos.Sortida | Punts |
| --- | -- | ------------------ | -------------------- | ------ | ---------------- | ----------- | ----- |
| 1   | 2  | Mark Webber        | Red Bull-Renault     | 71     | 1h 32' 17. 464   | 2           | 25    |
| 2   | 1  | Sebastian Vettel   | Red Bull-Renault     | 71     | + 16.983 s       | 1           | 18    |
| 3   | 4  | Jenson Button      | McLaren-Mercedes     | 71     | + 27.638 s       | 3           | 15    |
| 4   | 5  | Fernando Alonso    | Ferrari              | 71     | + 35.048 s       | 5           | 12    |
| 5   | 6  | Felipe Massa       | Ferrari              | 71     | + 1' 06.733 min. | 7           | 10    |
| 6   | 14 | Adrian Sutil       | Force India-Mercedes | 70     | + 1 Volta        | 8           | 8     |
| 7   | 8  | Nico Rosberg       | Mercedes             | 70     | + 1 Volta        | 6           | 6     |
| 8   | 15 | Paul di Resta      | Force India-Mercedes | 70     | + 1 Volta        | 11          | 4     |
| 9   | 16 | Kamui Kobayashi    | Sauber-Ferrari       | 70     | + 1 Volta        | 16          | 2     |
| 10  | 17 | Vitali Petrov      | Renault              | 70     | + 1 Volta        | 15          | 1     |
| 11  | 19 | Jaime Alguersuari  | Toro Rosso-Ferrari   | 70     | + 1 Volta        | 13          |       |
| 12  | 18 | Sébastien Buemi    | Toro Rosso-Ferrari   | 70     | + 1 Volta        | 14          |       |
| 13  | 17 | Sergio Pérez       | Sauber-Ferrari       | 70     | + 1 Volta        | 17          |       |
| 14  | 11 | Rubens Barrichello | Williams-Cosworth    | 70     | + 1 Volta        | 12          |       |
| 15  | 7  | Michael Schumacher | Mercedes             | 70     | + 1 Volta        | 10          |       |
| 16  | 20 | Heikki Kovalainen  | Lotus-Renault        | 69     | + 2 Voltes       | 19          |       |
| 17  | 9  | Bruno Senna        | Renault              | 69     | + 2 Voltes       | 9           |       |
| 18  | 21 | Jarno Trulli       | Lotus-Renault        | 69     | + 2 Voltes       | 20          |       |
| 19  | 25 | Jérôme d'Ambrosio  | Virgin-Cosworth      | 68     | + 3 Voltes       | 23          |       |
| 20  | 22 | Daniel Ricciardo   | HRT-Cosworth         | 68     | + 3 Voltes       | 22          |       |
| Ret | 23 | Vitantonio Liuzzi  | HRT-Cosworth         | 61     | Alternador       | 21          |       |
| Ret | 3  | Lewis Hamilton     | McLaren-Mercedes     | 46     | Caixa de canvi   | 4           |       |
| Ret | 12 | Pastor Maldonado   | Williams-Cosworth    | 26     | Virolla          | 18          |       |
| Ret | 24 | Timo Glock         | Virgin-Cosworth      | 21     | Rodes            | 24          |       |

### Classificació del mundial després de la cursa
| Pos | Pilot            | Punts |
| --- | ---------------- | ----- |
| 1   | Sebastian Vettel | 392   |
| 2   | Jenson Button    | 270   |
| 3   | Mark Webber      | 258   |
| 4   | Fernando Alonso  | 257   |
| 5   | Lewis Hamilton   | 227   |

| Pos | Constructor      | Punts |
| --- | ---------------- | ----- |
| 1   | Red Bull-Renault | 650   |
| 2   | McLaren-Mercedes | 497   |
| 3   | Ferrari          | 375   |
| 4   | Mercedes         | 165   |
| 5   | Renault          | 73    |

- Nota: Només s'inclouen els 5 primers de cada classificació. Per veure-la completa aneu a Temporada 2011 de Fórmula 1

## Altres
- Pole: Sebastian Vettel 1' 11. 918

- Volta ràpida: Mark Webber 1' 15. 324 (a la volta 71)